# Miroslav Pešice
Miroslav Pešice (* 11. července 1956) je bývalý český fotbalista, záložník. Jeho bratrem byl bývalý fotbalista a fotbalový trenér Josef Pešice.

## Fotbalová kariéra
V československé lize hrál za VP Frýdek Místek. Nastoupil ve 4 ligových utkáních, gól v lize nedal. Ve druhé nejvyšší soutěži hrál i za VTJ Tábor. Do ligového Frýdku-Místku přišel z TJ Uhelné sklady Praha.

## Ligová bilance
| Ročník                                   | Zápasy | Góly | Klub             |
| ---------------------------------------- | ------ | ---- | ---------------- |
| 1. československá fotbalová liga 1976/77 | 4      | 0    | VP Frýdek Místek |
| Česká národní fotbalová liga 1981/82     | 13     | 0    | VTJ Tábor        |
| CELKEM                                   | 4      | 0    |                  |